# 孟昭常
孟昭常（1871年—1918年），字庸生，别号沤风。江苏武进（今常州市）人。清末民初法学家、实业家。

## 生平
14岁时，孟昭常丧父，靠兄长孟森做塾师的收入勉强生活。后来，他辍学到布店学做生意，同时继续读书。光绪十七年（1891年）21岁时中举人。后来，入上海南洋公学。光绪二十九年（1903年），官费赴日本留学法政大学。光绪三十一年（1905年）归国。光绪三十二年（1906年），他和郑孝胥等人在上海组织预备立宪公会。1909年，该会第四届常会选举朱福诜任会长，张謇、孟昭常任副会长）。后来因为盂昭常到北京组织分会，副会长改由张謇、汤寿潜担任。后来，他到日本组织法政学交通社，并于东京主编《法政学交通社杂志》，该杂志出版一年后停刊。光绪三十四年二月（1908年），他在上海创刊《预备立宪公会报》半月刊，任主编。他还为普及宪政知识而编写了《公民必读》读本，先后印行过27版。
宣统元年二月（1909年），江苏谘议局成立，孟昭常当选议员。宣统二年八月（1910年），到北京向都察院呈请愿书。不久，清廷接纳了请愿者们的意见而成立了资政院，孟昭常任议员，在北京参与制订《资政院议员选举章程》，并任《宪报》主笔兼法政学堂校长。宣统三年（1911年），在上海创立民友出版社，翻译外国关于民主政治的文献。同时还续写了《公民必读》二编，先后印行过16版，售出十万多册。
中华民国成立后，孟昭常於民國二年（1913年）应张謇邀请到北京任工商部参事，负责拟订农工商矿诸条例。民国三年（1914年）辞职，到黑龙江省集资成立近思垦荒公司。几年后，他除开垦土地外，还兴办了油坊、酒厂等。民国六年（1917年），他被北洋政府任命为黑龙江省实业厅长。期間，在哈尔滨市道外创办了农产品信托公司和农产银行，修建街道房屋，几年内便使华人聚居的道外成为和俄国人聚居的道里一样的繁华市区。第一次世界大战爆发后，因俄国参战而无暇顾及其侵占的中国黑龙江、松花江航权，俄国商人希望将船售与中国。孟昭常得知后，为了争回中国的航权，和梁士诒等人筹款共270万余元，从俄国商人手里买下了全部40多艘轮拖船，于民国七年（1918年）成立了戊通轮船公司。该公司因受军阀掣肘而不能正常营业。孟昭常在苦恼中，于同年突然患病去世。
孟昭常去世后，贷款给该公司的交通银行向戊通轮船公司的继承人逼债，并没收轮船作抵偿。后来，交通银行将轮船抵偿给奉军以偿还债务，全部轮船遂落入张作霖手里。

## 著作
- 《沤风诗文初集》